# Смышляев, Александр Александрович
Алекса́ндр Алекса́ндрович Смышля́ев (род. 16 марта 1987 года в Лысьве) — российский фристайлист, выступавший в могуле. Бронзовый призёр Олимпийских игр 2014 года в Сочи, бронзовый призёр чемпионата мира 2015 года, призёр 11 этапов Кубка мира, девятикратный чемпион России. Семь раз за карьеру заканчивал год в десятке лучших зачёта могула в Кубке мира по фристайлу (2008/09 — 2010/11, 2012/13 — 2015/16). Заслуженный мастер спорта России.
Тренировался в городе Чусовой Пермского края. Тренер: С. А. Лазаренко.
Завершил карьеру в ноябре 2018 года.

## Результаты на крупнейших соревнованиях

### Зимние Олимпийские игры
| Олимпийские игры | Могул |
| ---------------- | ----- |
| 2006 Турин       | 13    |
| 2010 Ванкувер    | 10    |
| 2014 Coчи        | 3     |
| 2018 Пхёнчхан    | 15    |

### Чемпионаты мира
| Чемпионат мира | Могул | Параллельный могул |
| -------------- | ----- | ------------------ |
| 2009 Инавасиро | 46    | 17                 |
| 2011 Дир-Вэлли | 5     | 10                 |
| 2013 Восс      | 13    | 11                 |
| 2015 Крайшберг | 3     | 8                  |

### Призовые места на этапах Кубка мира (11)
1 победа, 2 вторых места и 8 третьих мест
| №  | Сезон   | Дата        | Место проведения | Дисциплина         | Место | Ссылка |
| -- | ------- | ----------- | ---------------- | ------------------ | ----- | ------ |
| 1  | 2008/09 | 31 янв 2009 | Дир-Вэлли        | Могул              | 3     |        |
| 2  | 2009/10 | 8 янв 2010  | Калгари          | Могул              | 3     |        |
| 3  | 2009/10 | 9 янв 2010  | Калгари          | Могул              | 3     |        |
| 4  | 2010/11 | 29 янв 2011 | Калгари          | Могул              | 3     |        |
| 5  | 2012/13 | 26 янв 2013 | Калгари          | Могул              | 2     |        |
| 6  | 2013/14 | 11 янв 2014 | Дир-Вэлли        | Могул              | 3     |        |
| 7  | 2013/14 | 15 мар 2014 | Восс             | Могул              | 1     |        |
| 8  | 2014/15 | 29 янв 2015 | Лейк-Плэсид      | Могул              | 2     |        |
| 9  | 2014/15 | 7 фев 2015  | Валь Сен-Ком     | Могул              | 3     |        |
| 10 | 2014/15 | 28 фев 2015 | Тадзавако        | Могул              | 3     |        |
| 11 | 2014/15 | 15 мар 2015 | Межев            | Параллельный могул | 3     |        |

## Личная жизнь
Женат, имеет двух дочерей: Маргариту и Кристину. Жена Ольга, участница зимних Олимпийских игр 2002 года в Солт-Лейк-Сити. В 2014 году снялся в фильме «Сила места».

## Награды и звания
- Медаль ордена «За заслуги перед Отечеством» II степени (24 февраля 2014 года) — за большой вклад в развитие физической культуры и спорта, высокие спортивные достижения на XXII Олимпийских зимних играх 2014 года в городе Сочи[3][4].
- Заслуженный мастер спорта России (11 февраля 2014 года)[5].